# Ґретхен Рубін
Ґретхен Крафт Рубін (англ. Gretchen Craft Rubin; нар. 14 грудня 1965, Канзас-Сіті (Міссурі), США) — американська письменниця, блогерка, лектор. Авторка мотиваційних подкастів, а також бестселерів за версією New York Times, найвідоміший з яких — «Проект Щастя». Її ставлять в один ряд з такими гуру самомотивації як Екхарт Толле, Елізабет Ґілберт, Опра Вінфрі.

## Біографія
Народилася і виросла в Канзас-Сіті (Міссурі). Її батько працював юристом в компанії Craft, Fridkin & Rhyne. Закінчила Єльський університет, здобувши диплом бакалавра права. Була головним редактором журналу Yale Law Journal. У 1995—1996 роках працювала у Верховному суді США, згодом — головним радником у Федеральній комісії із зв'язку США. Також викладала на юридичному факультеті Єльського університету і в Єльській школі менеджменту.
Живе в Мангеттені. Має чоловіка і двох доньок.

## Творчість
Ґретхен Рубін є авторкою біографічних книжок про Вінстона Черчилля і Джона Кеннеді, а також кількох бестселерів New York Time про щастя, звички й людську природу, серед яких «Краще ніж до того», «Проект Щастя», «Щасливіше вдома». У світі продано понад 2 млн друкованих та електронних примірників її книжок. Досліджуючи щоденні звички людей, у своїх книжках вона пропонує цікаві ідей і практичні поради, що поєднують новітні дослідження, давню мудрість і її власний досвід, про те, як зробити своє життя кращим. Рубін досліджує численні методи, які дозволяють руйнувати й створювати нові звички.
У 2009 році випустила книжку «Проект Щастя», що була продана у світі накладом в 1 млн примірників і перекладена більш ніж 30-ма мовами. Понад два роки книжка протрималася  у списку бестселерів New York Times. Книжка стала підсумком особистого «проекту щастя» Ґретхен Рубін, який вона втілювала протягом року. Сьогодні за блогом Ґ. Рубін про цей проект стежать понад 55 000 осіб. У своєму щотижневому подкасті «Щасливіше з Ґретхен» разом зі своєю сестрою Елізабет Крафт вона обговорює хороші звички й тему щастя. 

## Українські переклади
- Проект Щастя / Ґретхен Рубін ; пер. з англ. А. Сагана. — Львів : Видавництво Старого Лева, 2017. — 368. — ISBN 978-617-679-361-8[2].
- Порядок довкола — спокій у душі / Ґретхен Рубін ; пер. з англ. О. Гординчук. — Львів : Видавництво Старого Лева, 2020. — 176. — ISBN 978-617-679-825-5[3].

## Цікаве
Ґретхен Рубін давала інтерв'ю Опрі Вінфрі, обідала з Деніелом Канеманом і йшла рука до руки з Далай-ламою.